# Bionectria grammicosporopsis
Bionectria grammicosporopsis är en svampart som först beskrevs av Samuels, och fick sitt nu gällande namn av Schroers & Samuels 2001. Bionectria grammicosporopsis ingår i släktet Bionectria och familjen Bionectriaceae.   Inga underarter finns listade i Catalogue of Life.